# 新华路236号，248号，272弄2号、6号，294弄1号
新华路236号，248号，272弄2号、6号，294弄1号（又称新华路236号，248号，272弄2号、6号，294弄1号住宅）位于中華人民共和國上海市长宁区新华路236号，248号，272弄2号、6号，294弄1号。

## 历史
建于1930年，由邬达克设计，美商普益地产公司开发，建筑为砖木结构。其中236号占地面积772平方米， 建筑面积389平方米，英国乡村别墅中假三层式。272弄6号，占地面积约1600平方米，建筑为西班牙式，现為新华幼儿园分园。已列为上海市优秀历史建筑。